# Galium baghlanense
Galium baghlanense är en måreväxtart som beskrevs av Friedrich Ehrendorfer och Schönb.-tem.. Galium baghlanense ingår i släktet måror, och familjen måreväxter. Inga underarter finns listade i Catalogue of Life.